# Club Nouveau
Club Nouveau est un groupe de RnB américain formé par Jay King à Sacramento en 1986 en musique après la séparation de Timex Social Club.

## Discographie

### Albums studio
- 1986 : Life, Love and Pain (no 2 R&B, no 6 Pop)
- 1988 : Listen to the Message (no 44 R&B, no 98 Pop)
- 1989 : Under a Nouveau Groove (no 39 R&B)
- 1992 : A New Beginning (no 80 R&B)

### Singles
- 1986 : Jealousy (no 8 R&B)
- 1986 : Situation #9 (no 4 R&B)
- 1987 : Lean on Me (no 1 Pop, no 2 R&B)
- 1987 : Why You Treat Me So Bad (no 39 Pop, no 2 R&B)
- 1988 : Heavy On My Mind (no 42 R&B)
- 1989 : No Friend Of Mine (no 12 R&B)
- 1992 : Oh Happy Day (no 45 R&B)